# Жайымбетов, Мархабат Жайымбетович
Мархабат Жайымбетович Жайымбетов (каз. Мархабат Жайымбетұлы Жайымбетов; род. 17 мая 1965) — казахстанский государственный деятель. Аким города Кызылорда (2010—2013).

## Биография
Мархабат Жайымбетов родился 17 мая 1965 года в Казалинском районе Кызылординской области в казахской семье. В 1989 году окончил Волгоградский сельскохозяйственный институт по специальности «Электрификация сельского хозяйства». В 1989—1993 годах работал энергетиком Кызылординского ремонтно-технического завода, в 1993—1998 годах — энергетиком, главным энергетиком, начальником цеха Кумкольской экспедиции глубокого эксплуатационного бурения ГАО «Южнефтегаз», в 1998—2000 годах — главным энергетиком, начальником отдела ОАО «Харрикейн Кумколь Мунай». С 2000 по 2005 год был начальником отдела ОАО «Харрикейн Кумколь Мунай». Примерно в то же время учился в Кызылординском государственном университете имени Коркыт ата, окончил его в 2001 году по специальности «Экономика и управление на предприятии (по отраслям)». В 2005—2008 годах был начальником Департамента по чрезвычайным ситуациям Кызылординской области. В 2008—2010 годах был заместителем акима Кызылординской области. В 2009 году получил докторскую степень по экономике.
С 2010 по 2013 год занимал должность акима города Кызылорда. В 2013—2014 был акимом Аральского района Кызылординской области. В 2014—2015 годах был государственным инспектором Администрации Президента Республики Казахстан. С июня 2015 года по июль 2016 года работал председателем Комитета по делам строительства, жилищно-коммунального хозяйства и управления земельными ресурсами Министерства национальной экономики Республики Казахстан, июля 2016 года по апрель 2017 года — председателем Комитета по делам строительства и жилищно-коммунального хозяйства Министерства национальной экономики Республики Казахстан. С 12 апреля 2017 года занимает должность председателя Комитета по делам строительства и жилищно-коммунального хозяйства Министерства по инвестициям и развитию Республики Казахстан.
Награждён орденом «Қурмет».